# Maggie Sawyer
Margaret Ellen "Maggie" Sawyer è un personaggio immaginario che compare nelle storie pubblicate dalla DC Comics, ed è stata un personaggio di supporto sia nei fumetti di Superman che di Batman.

## Storia di pubblicazione
Maggie Sawyer comparve per la prima volta in Superman vol. 2 n. 4, e fu creata da John Byrne.

## Biografia del personaggio
Maggie fu introdotta in Superman (seconda serie) nell'aprile del 1987, come Capitano Sawyer dell'Unità Crimini Speciali di Metropolis, una branca speciale della forza di polizia di Metropolis che si occupa di minacce super potenti quando Superman non è disponibile. Più che altro, Maggie rimpiazzò l'Ispettore Henderson della serie precedente come principale contatto di Superman nella polizia.
Fu aggiunta al canone di Superman successivamente alla maxi-serie di 12 numeri Crisi sulle terre infinite, e della miniserie di 6 numeri che ricominciò il fumetto, The Man of Steel. Cercò di dimostrare che la forza di polizia era più efficiente di un vigilante che combatte il crimine, e così divenne una spina nel fianco costante di Superman fin dagli inizi della sua carriera, cercando persino di catturarlo qualche volta. Alla fine, dopo essere stata ferita durante un complotto terroristico ed essere stata salvata da Superman, il suo comportamento nei suoi confronti si alleggerì.
Storie successive rivelarono che è originaria di Star City. Sposò il collega James Sawyer, anche se non era del tutto certa della propria identità sessuale, ed ebbero insieme una figlia di nome Jamie. Successivamente, Maggie si rivelò come lesbica, James divorziò da lei e vinse la custodia completa di loro figlia impedendo a Maggie di avere alcun contatto con lei. Maggie alla fine si trasferì a Metropolis quando un posto nella SCU fu disponibile e riprese i contatti con la sua famiglia nelle storie successive. Maggi ebbe anche una relazione con Toby Raines, un reporter del Metropolis Star.
In Action Comics n. 600, Lex Luthor, allora dirigente aziendale, si incontrò con Maggie perché la smettesse di investigare sulle sue attività. Cercò di ricattarla con della documentazione riguardante la sua sessualità; all'epoca, Maggie non era pubblicamente nota come lesbica, anche se alcune delle sue colleghe lo sapevano ed ogni rivelazione pubblica avrebbe potuto screditarla e avere ripercussioni sulla sua carriera. Quando Luthor si ferì da solo e scappò dalla stanza (a causa dell'avvelenamento da kryptonite causato dal suo stesso anello), Maggie cercò di prendere le prove dannose che Luthor lasciò sulla scrivania. Optò invece di lasciarle nelle mani di Luthor, spiegando all'Ispettore Dan Turpin che non si vergognava più di chi era e che non avrebbe permesso a nessuno di usare questo fatto contro di lei.
Maggie ebbe una profonda relazione con l'Ispettore Turpin, il suo secondo in comando nell'SCU. Tuttavia, originariamente ebbe una relazione professionale molto difficile con l'Ispettore Henderson. Si venne poi a sapere che Henderson semplicemente non sopportava i poliziotti di alto rango, come Turpin, riferissero a lei, un Capitano. Henderson risolse la questione promuovendola a Ispettore quando divenne Commissario durante la storia La morte di Superman. Dopo di essa, Sawyer fu coinvolta in una guerra "segreta" tra gli alleati di Superman del Progetto Cadmus, guidati da Paul Westfield, che rubarono il corpo di Superman per i propri scopi.
La grande amicizia con l'ex poliziotto ferito Eddie Walker fu esaminata in alcuni flashback in quanto Walker divenne l'eroe Loose Cannon.

### SCU di Metropolis
L'Ispettore Sawyer è la protagonista nella serie limitata di quattro numeri Metropolis SCU, scritta da Cindy Goff, illustrata da Peter Krause e colorata da Jose Marzan Jr., che fu pubblicata dal novembre 1994 fino al febbraio 1995. Per questa comparsa nella miniserie, il personaggio di Maggie Sawyer ottenne il 7° Outstanding Comic Grip GLAAD Media Awards nel marzo 1996. La descrizione riportata direttamente sul premio consegnato alla redazione DC spiegò l'onore:
MAGGIE SAWYER, UNITÀ CRIMINI SPECIALI: Una serie in quattro parti, Maggie Sawyer è la prima di una grande casa editrice di fumetti (DC Comics) a mostrare un'eroina lesbica dichiarata. La serie segue gli sforzi di Sawyer come Capitano dell'Unità Crimini Speciali di Metropolis così come la sua vita personale con la sua amante e il loro figlio.

### Batman: Terra di Nessuno
Nel fumetto della metà degli anni 2000, Maggie fu trasferita nella forza di polizia di Gotham City come capo dell'Unità Crimini Speciali, e fu un personaggio importante nel fumetto Gotham Central. Il trasferimento comportò una certa tensione nella sua relazione, in quanto Toby non la seguì a Gotham.
Dopo gli eventi di Crisi infinita, Harvey Bullock scoprì la corruzione nel GCPD apparentemente fino al Commissario Michael Akins. Alla fine, James Gordon ritornò alla sua ex posizione di Commissario, e dato che Maggie non sembrò essere coinvolta mantenne il suo ruolo come Capitano.

### 52
Maggie comparve nella serie 52.
Nella Terza Settimana, giunse su una scena scoprendo il corpo di Alex Luthor. Chiamò Acciaio per identificare il corpo, quando Lex Luthor si presentò con la stampa e annunciò che Alex era l'unico responsabile per tutti i misfatti da lui commessi.
Durante una conversazione, l'ex agente Renee Montoya fece riferimento a Toby Raines.
Nella Dodicesima Settimana, Maggie gridò a Montoya per aver fatto saltare una copertura nell'Intergang, chiudendo tutte le possibili piste che portavano al gruppo criminale a Gotham City.

### Detective Comics
Maggie comparve in Detective Comics n. 856 ad un ballo di beneficenza a cui partecipò Katherine "Kate" Kane. Mentre le due danzavano, Maggie menzionò che lei e Toby non stavano più insieme e chiese a Kate il suo numero di telefono.

### Batwoman
Sawyer comparve come personaggio di supporto nella nuova serie dedicata a Batwoman lanciata nel 2011 come parte dell'iniziativa The New 52. In questa serie, cominciò a frequentare Kate Kane, le cui attività segrete come Batwoman complicarono la loro relazione. Si incontrarono per la prima volta quando Maggie, come agente di polizia di Metropolis, arrivò a Gotham come rinforzo per un uragano in arrivo. Si scambiarono uno sguardo veloce in prossimità del quartier generale. Kane rivelò la sua identità come Batwoman facendosi vedere da lei in costume in Batwoman n. 17.
Dopo che il Commissario Jason Bard diede volontariamente le dimissioni, Maggie fu designata al posto suo. Tuttavia, finì col tirarsi indietro per ritornare all'SCU di Metropolis, e fece così tornare Gordon come Commissario.

### DC: Rinascita
Durante gli eventi di Rinascita, fu rivelato che Maggie si ritrasferì al Dipartimento di Polizia di Metropolis nel primo arco della serie rinumerata di Action Comics.

## Versioni alternative

### DC Bombshell
Nell'universo alternativo di Bombshell, Maggie è ancora l'amante di Batwoman e la aiuta a nascondere le sue attività.

## In altri media

### Televisione
- Nella serie animata Le Avventure di Superman, il Capitano Maggie Sawyer (doppiata in originale dall'attrice Joanna Cassidy) comparve in otto episodi: "La borsa valori di Metropolis", "Due sono una folla", Lo scimmiotto nello spazio, Un replicante dal cuore d'oro, La divisa è mia!, Professor Destino, e nell'episodio in due parti Apokolips...Now (prima parte) e Apokolips...Now (seconda parte). Come nel fumetto, il personaggio è affiancato da Dan Turpin. Il suo partner romantico Toby Raines (doppiato in originale dall'attrice Laraine Newman) è visto come compagno di letto in numerose scene d'ospedale e durante il servizio funerale di Turpin nell'episodio in due parti. Bruce Timm affermò nei commenti di "La borsa valori di Metropolis" che quelle scene furono una scelta dei creatori al fine di riconoscere l'orientamento sessuale di Maggie.
- Maggie Sawyer può essere vista nello sfondo durante l'episodio Hereafter, della serie animata Justice League, durante il funerale di Superman.
- Gli episodi "Ostaggi", "La nuova vita di Clark", "Traffico di donne" e "Il medaglione del potere", della serie televisiva Smallville, vedono l'attrice Jill Teed interpretare il ruolo della Tenente e poi Detective Sawyer.
- Margarita "Maggie" Sawyer fu introdotta nella seconda stagione di Supergirl, interpretata dall'attrice Floriana Lima. Comparve come membro della Polizia Scientifica, o della divisione scientifica del Dipartimento di Polizia di National City. Successivamente ebbe una relazione romantica con Alex Danvers, la sorella adottiva di Supergirl[13][14]. Maggie e Alex alla fine della stagione si fidanzarono. Ritornò poi come personaggio ricorrente nella terza stagione: tentò di riconciliarsi con suo padre che prese le distanze da lei quando era una ragazzina a causa della sua omosessualità. Anche se inizialmente promise di farlo, il tentativo fallì quando suo padre non poté accettare che Maggie sposasse un'altra donna. Maggie accettò la sua disapprovazione e gli disse che non aveva più bisogno di lui. Più avanti, Maggie e Alex ebbero un contrasto riguardo alla possibilità di avere o meno dei figli, in quanto Alex voleva dei figli e Maggie no. In lacrime, decisero di lasciarsi, e Maggie se ne andò dopo aver detto ad Alex che quando sarebbe stato il momento, sarebbe stata una bravissima madre.

### Film
- Maggie Sawyer comparve nel film animato The Death of Superman, doppiata in originale dall'attrice Amanda Troop.

### Videogiochi
- Maggie Sawyer comparve in Superman: Shadow of Apokolips (2002), doppiata in originale da Joanna Cassidy.
- Maggie Sawyer comparve in DC Universe Online, doppiata in originale da Lorrie Singer.
- In Batman: Arkham Knight, Maggie Sawyer viene menzionata da Kate Kane nei messaggi della segreteria telefonica di Bruce Wayne. Nei messaggi, Kate fa riferimento al suo matrimonio con Maggie, rivelando che le due donne sono sposate nella serie di Batman: Arkham.
- Maggie Sawyer compare in LEGO Dimensions, doppiata in originale da Laura Baily, però viene identificata solo come un'agente di polizia.